# Phygadeuon scabrosus
Phygadeuon scabrosus là một loài tò vò trong họ Ichneumonidae.